# 12 de fevereiro
12 de fevereiro é o 43.º dia do ano no calendário gregoriano. Faltam 322 dias para acabar o ano (323 em anos bissextos).

## Eventos históricos

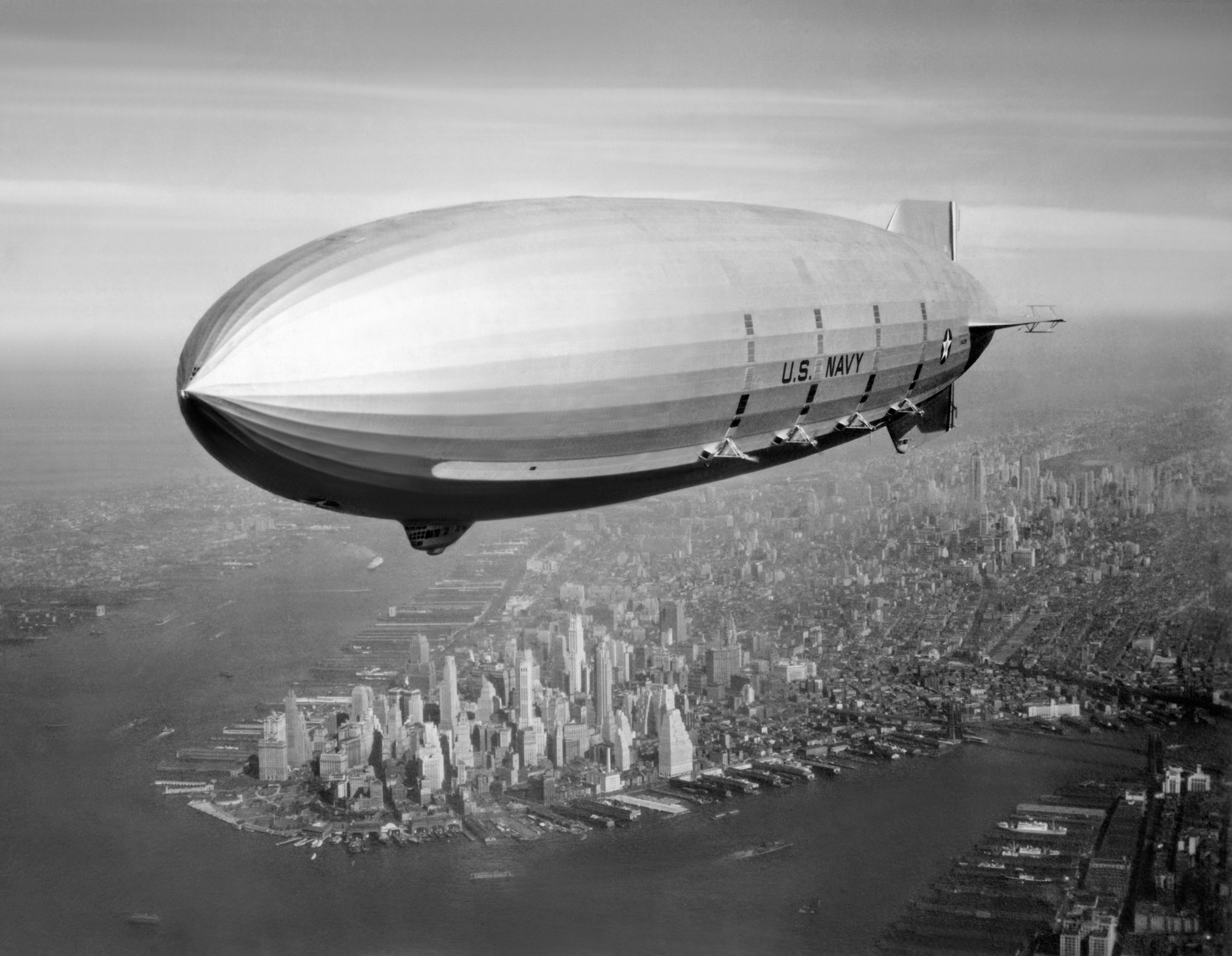
1935: USS Macon cai e afunda na costa da Califórnia

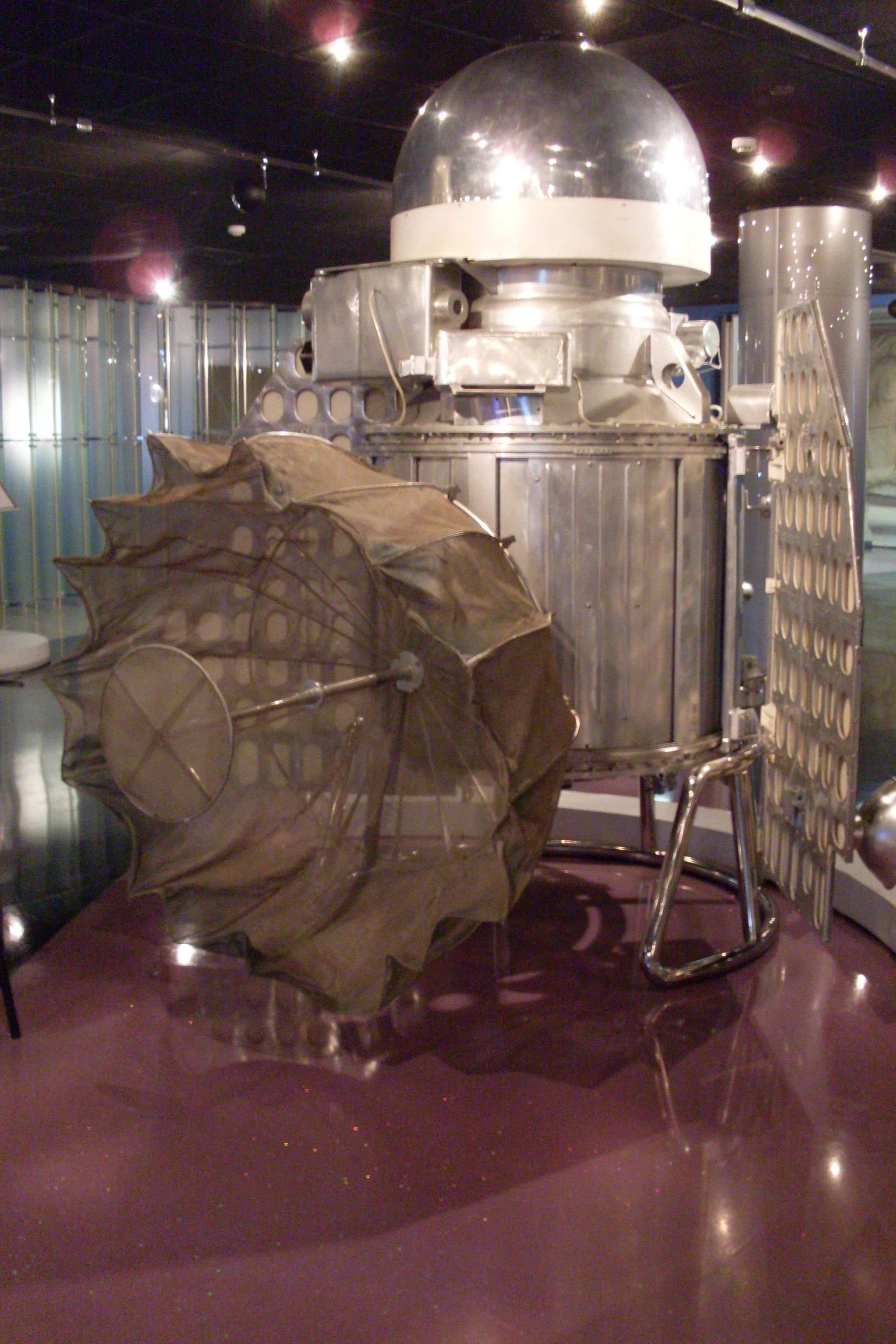
1961: Lançamento da Venera 1

- 0881 — Papa João VIII coroa Carlos, o Gordo, Rei da Itália, como o Imperador dos Romanos (Imperador do Império Carolíngio).
- 1404 — O professor italiano Galeazzo di Santa Sophie realizou a primeira autópsia post-mortem para fins de ensino e demonstração no Heiligen-Geist Spital em Viena.[1]
- 1502 — A rainha Isabel I emite um decreto proibindo o Islã na Coroa de Castela, forçando praticamente todos os seus súditos muçulmanos a se converterem ao cristianismo.[2]
- 1541 — Santiago, no atual Chile, é fundada por Pedro de Valdivia.
- 1593 — Invasão japonesa da Coreia: aproximadamente 3 000 defensores da Dinastia Joseon da Coreia, liderados pelo general Kwon Yul, repelem com sucesso mais de 30 000 forças japonesas no Cerco de Haengju.[3]
- 1689 — O Parlamento da Convenção - uma assembleia do Parlamento da Inglaterra - declara que a fuga para a França em 1688 por Jaime II, o último monarca católico romano britânico, constitui uma abdicação.
- 1761 — Assinatura do Tratado de El Pardo, para resolver as dificuldades enfrentadas ao longo da década de 1750 para demarcar as possessões portuguesa e espanhola da América do Sul.
- 1771 — Gustavo III torna-se rei da Suécia.[4]
- 1817 — Um exército patriótico argentino/chileno, depois de atravessar os Andes, derrota as tropas espanholas na Batalha de Chacabuco.
- 1818 — Bernardo O'Higgins aprova formalmente a Declaração de Independência do Chile perto de Concepción, Chile.[5]
- 1832 — Equador anexa as Ilhas Galápagos.
- 1894 — Anarquista Émile Henry joga uma bomba no Café Terminus em Paris, matando uma pessoa e ferindo 20.
- 1909 — Fundação, em Baltimore, da Associação Nacional para o Progresso de Pessoas de Cor (NAACP). Uma das mais antigas e mais influentes instituições a favor dos direitos civis de uma minoria (principalmente de afro-americanos) nos Estados Unidos.
- 1912 — Imperador Xuantong, o último imperador da China, abdica.
- 1921 — Bolcheviques iniciam uma revolta na Geórgia como preliminar para a invasão do Exército Vermelho na Geórgia.
- 1935 — USS Macon, um dos dois maiores dirigíveis cheio de hélio já criados, cai no Oceano Pacífico, na costa oeste dos Estados Unidos e afunda.
- 1940 — O navio cargueiro alemão Wakama é afundado na costa de Cabo Frio, Rio de Janeiro, Brasil, após ser interceptado pelo cruzador britânico HMS Dorsetshire.
- 1947 — O maior meteorito de ferro observado até aquele momento cria uma cratera de impacto em Sijote-Alín, na União Soviética.
- 1961 — União Soviética lança Venera 1 em direção a Vênus.
- 1974
  - Criação da Associação Portuguesa para a Defesa do Consumidor.
  - Aleksandr Solzhenitsyn, vencedor do Prêmio Nobel de Literatura em 1970, é exilado da União Soviética. Preso político do regime comunista soviético, suas obras revelaram ao mundo as atrocidades cometidas nos gulags, campos de concentração com trabalhos forçados existente no país.
- 1983 — Cem mulheres protestam em Lahore, Paquistão, contra a proposta de Lei das Evidências do ditador militar Zia-ul-Haq. As mulheres foram atacadas com gás lacrimogêneo, cassetetes e jogadas na prisão. As mulheres conseguiram revogar a lei.
- 1988 — Guerra Fria: o incidente de colisão do Mar Negro em 1988: o cruzador de mísseis estadunidense USS Yorktown (CG-48) é intencionalmente atingido pela fragata soviética Bezzavetnyy nas águas territoriais soviéticas, com a imprensa estadunidense alegando que Yorktown reivindicava passagem inocente.[6]
- 1992 — A atual Constituição da Mongólia entra em vigor.
- 1994 — Quatro ladrões invadem a Galeria Nacional da Noruega e roubam o quadro icônico de Edvard Munch, O Grito.
- 1998 — Sancionada no Brasil a Lei de Crimes Ambientais.
- 1999 — O presidente dos Estados Unidos, Bill Clinton, é absolvido pelo Senado de seu país em seu julgamento de impeachment.
- 2001 — NEAR Shoemaker aterra em 433 Eros, tornando-se a primeira nave espacial a pousar em um asteroide.
- 2002
  - Um Tupolev Tu-154 da Iran Airtour cai nas montanhas fora de Corramabade, Irã, enquanto pousava no aeroporto de Corramabade, matando as 119 pessoas a bordo.
  - O julgamento de Slobodan Milošević, ex-presidente da República Federal da Iugoslávia, começa no Tribunal Penal Internacional das Nações Unidas para a ex-Iugoslávia em Haia, Holanda. Morre quatro anos depois, antes de sua conclusão.[7]
- 2009 — Voo Continental Airlines 3407 cai em uma casa em Clarence Center, Estados Unidos, quando se aproximava do Aeroporto Internacional Niágara, matando todas as 49 pessoas a bordo e uma no solo.
- 2016 — Papa Francisco e Patriarca Cirilo assinam uma Declaração Ecumênica no primeiro encontro entre líderes das Igrejas Católica e Ortodoxa Russa desde a sua separação em 1054.
- 2019 — República da Macedônia muda seu nome para República da Macedônia do Norte após o Acordo de Prespa entrar em vigor e encerra disputa de 27 anos com a Grécia.

## Nascimentos

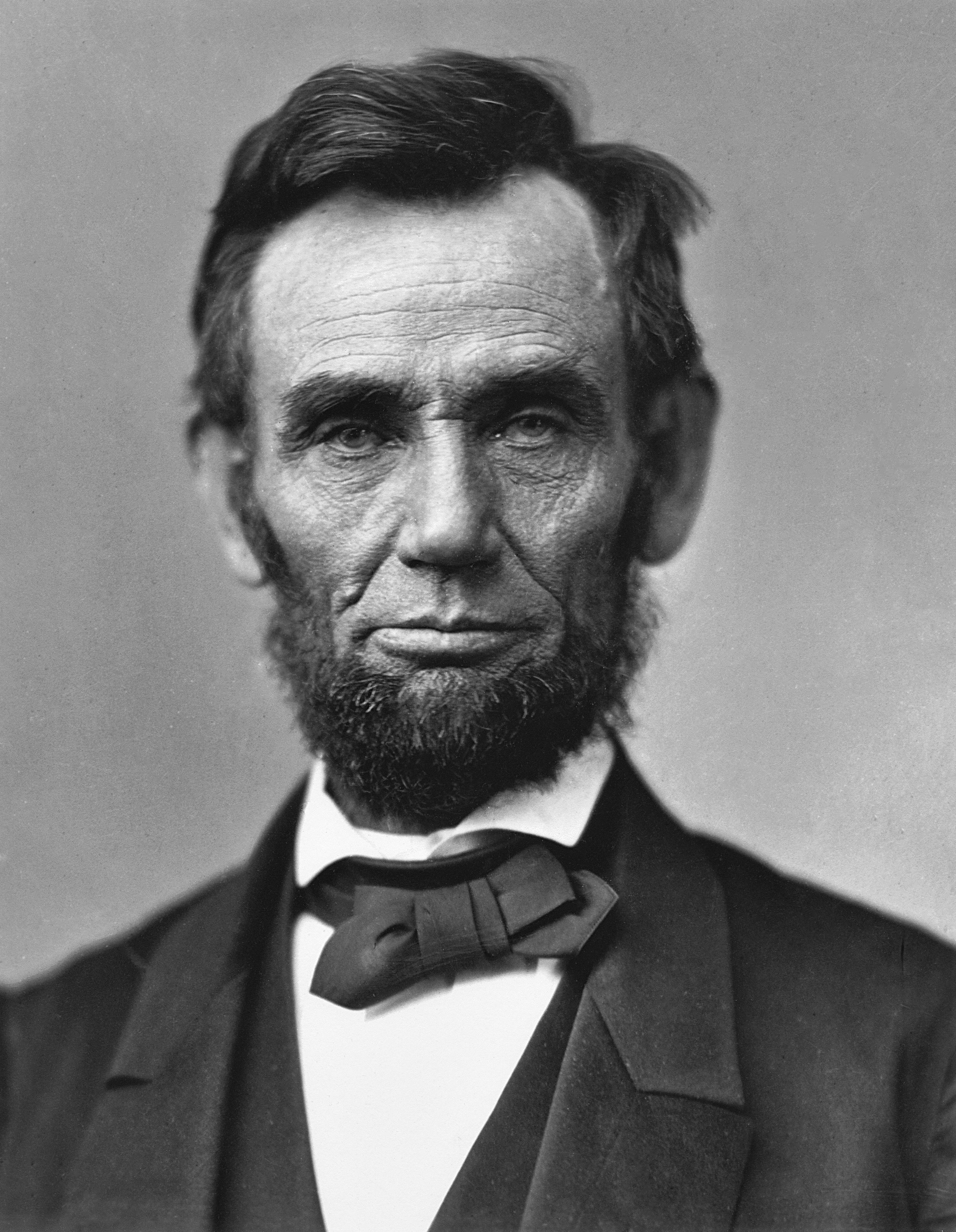
Abraham Lincoln

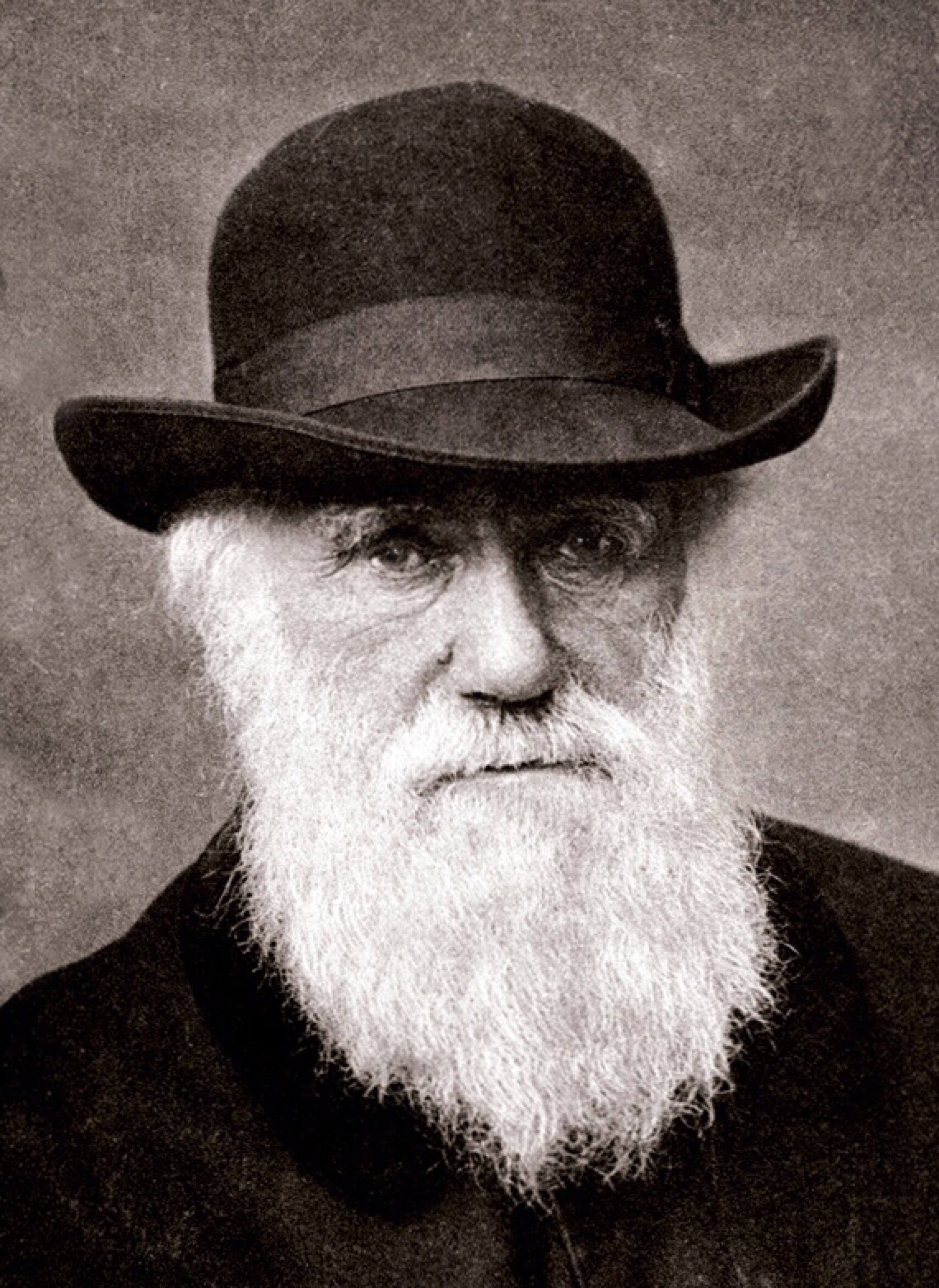
Charles Darwin

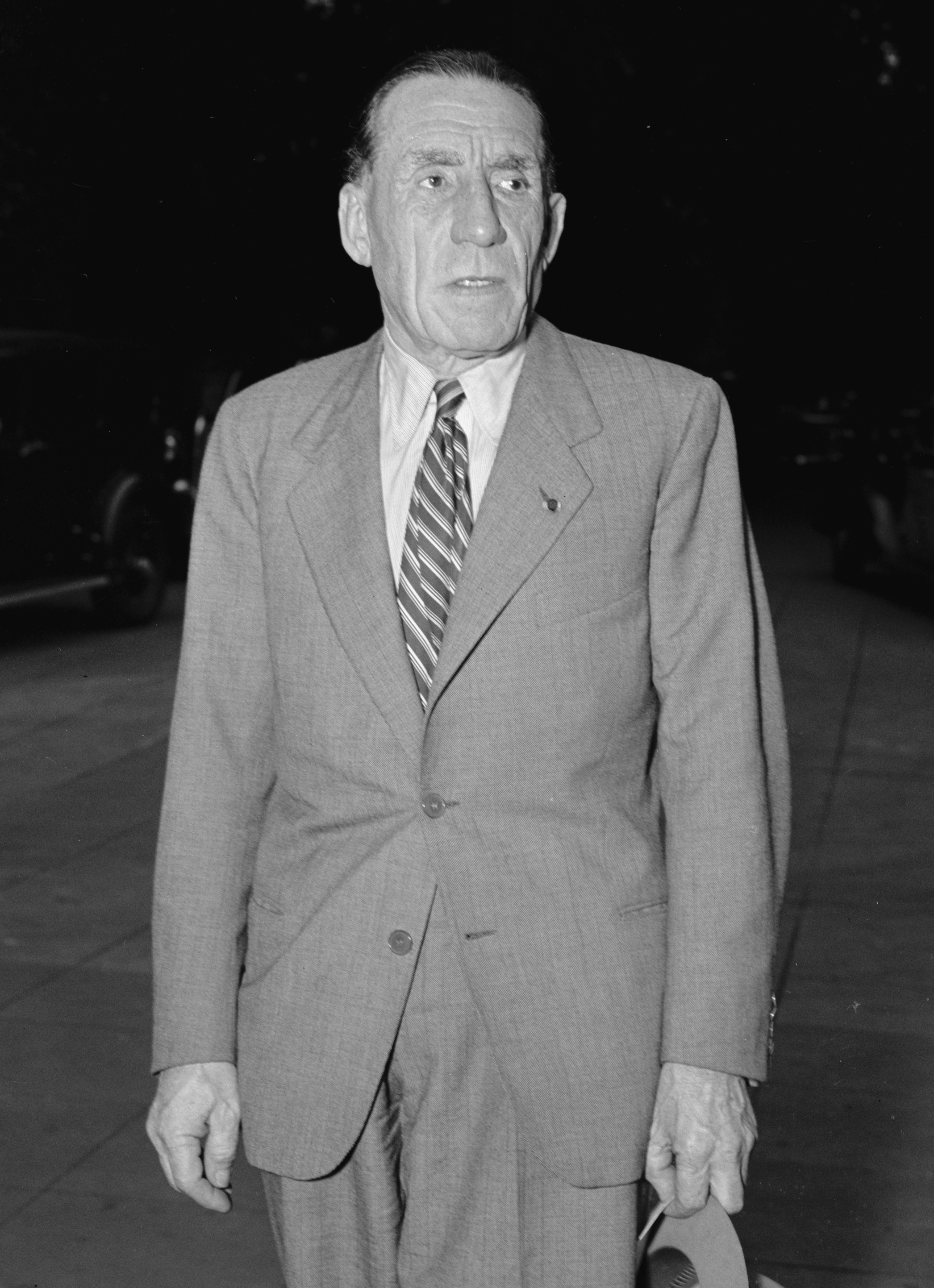
Louis Renault

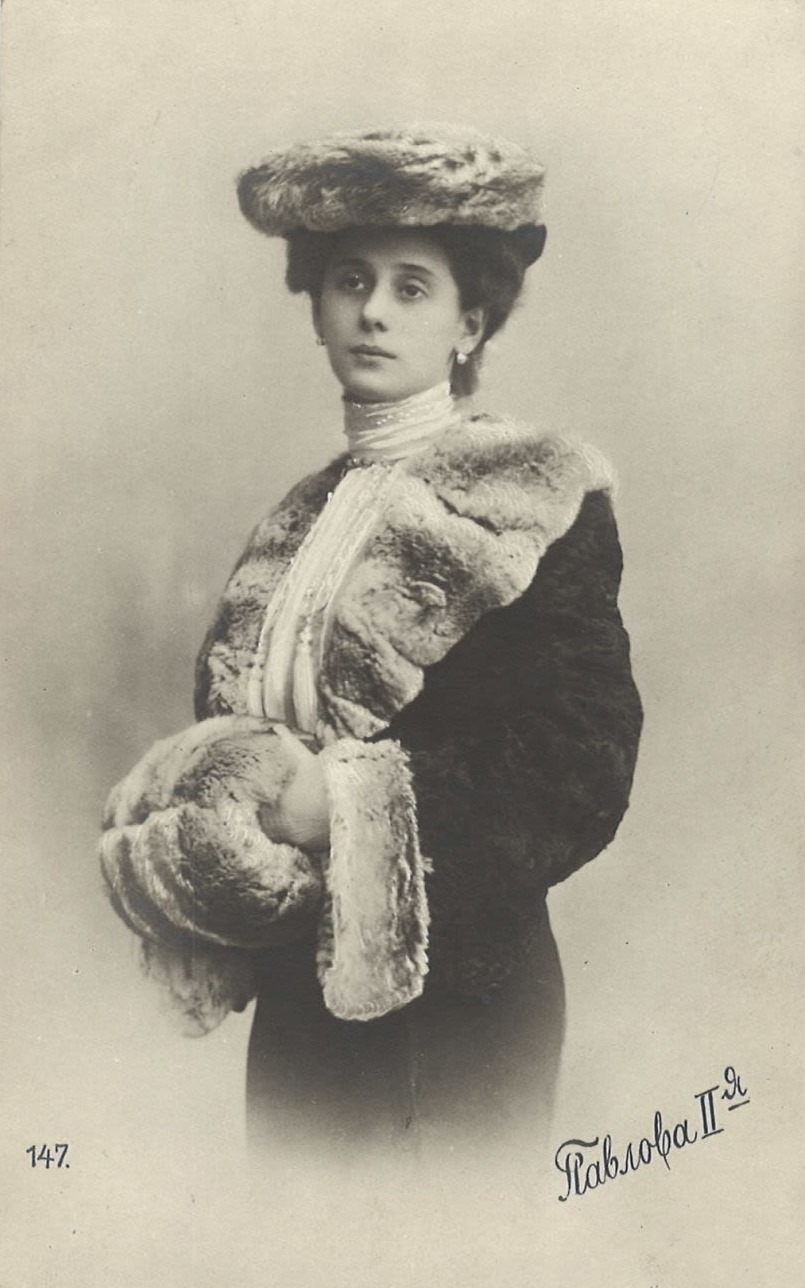
Anna Pavlova

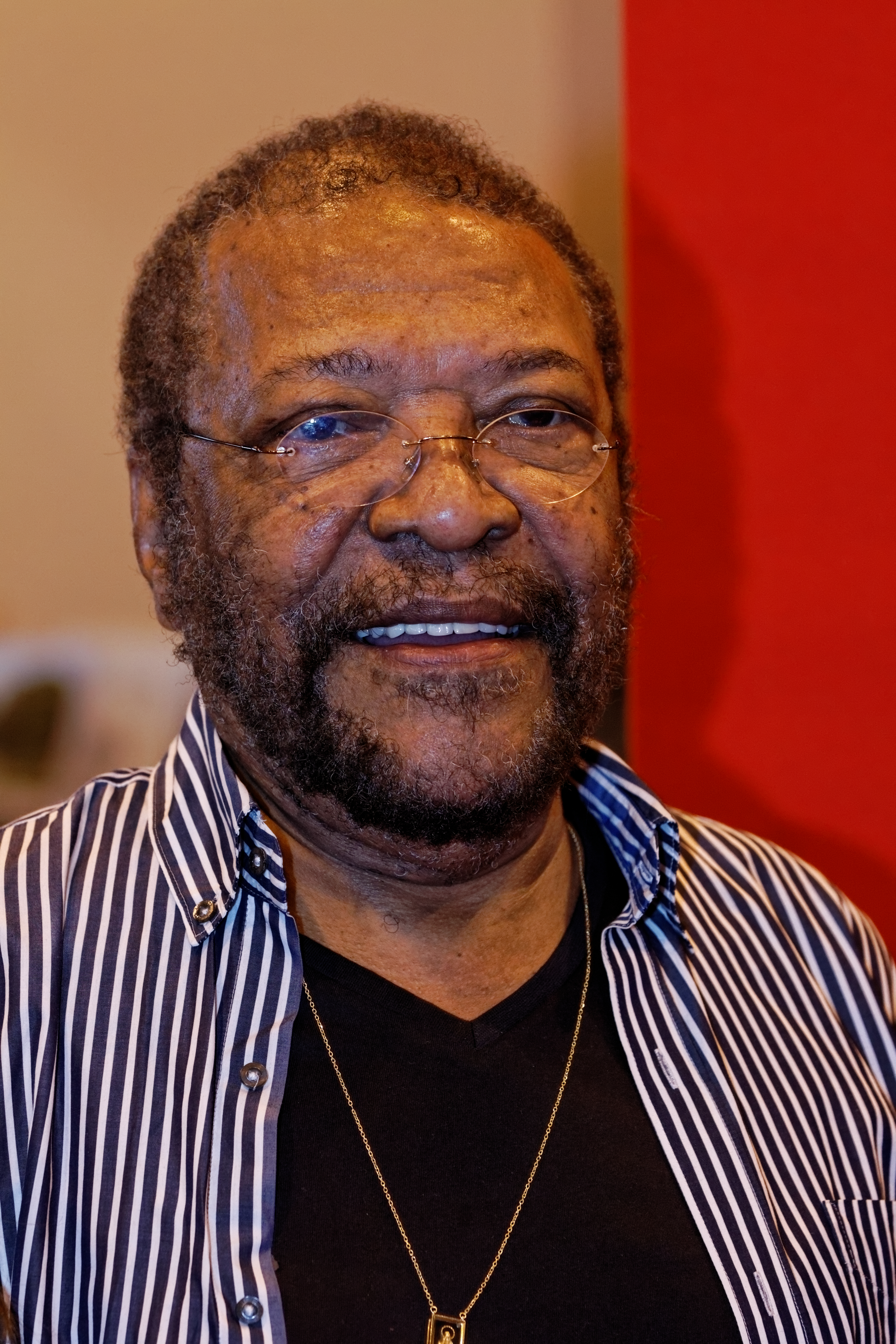
Martinho da Vila

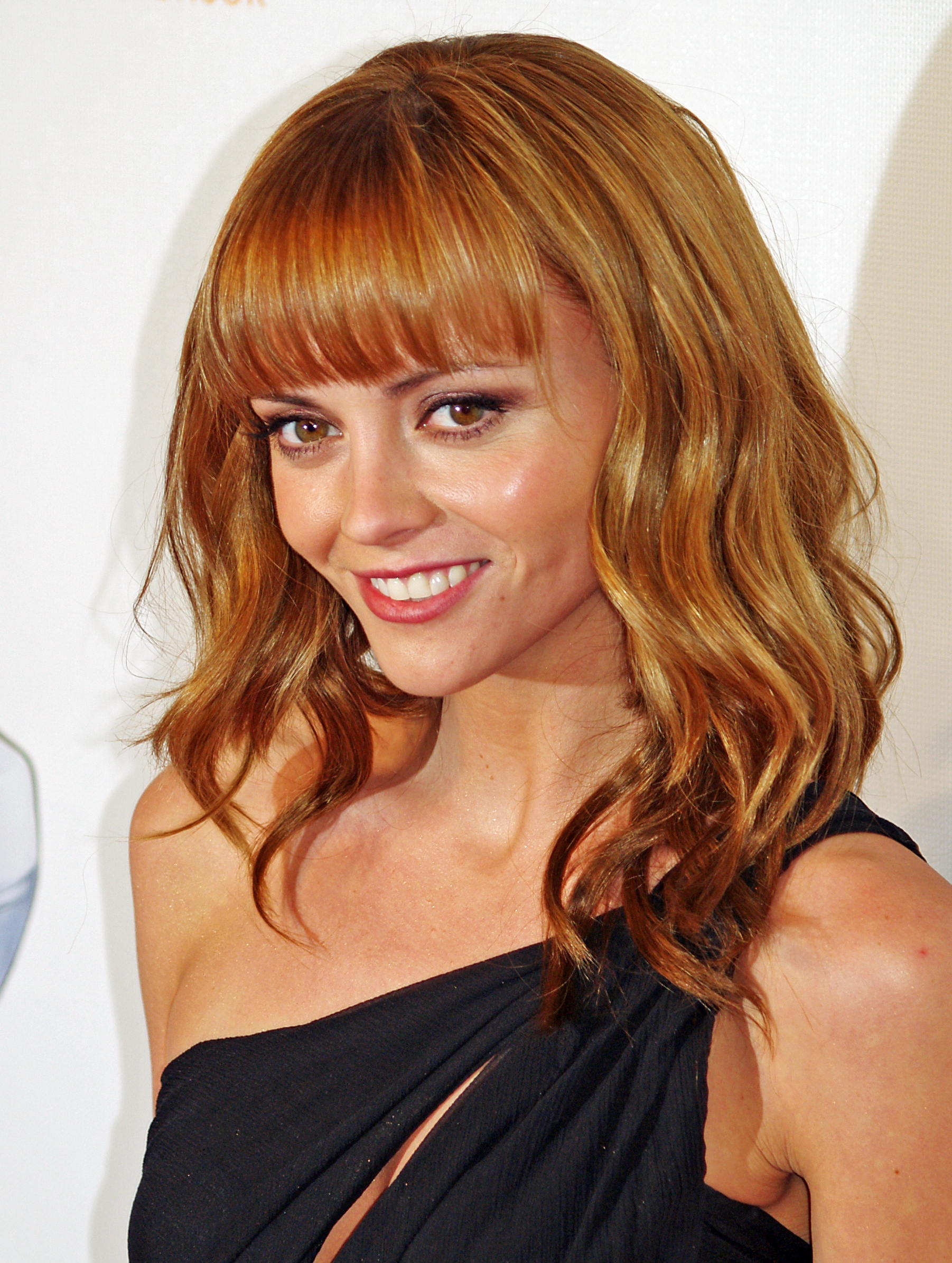
Christina Ricci

### Anteriores ao século XIX
- 0041 — Tibério Cláudio César Britânico, nobre romano (m. 55).
- 1218 — Kujō Yoritsune, xogum japonês (m. 1256).
- 1540 — Won Kyun, general e almirante coreano (m. 1597).
- 1567 — Thomas Campion, compositor, poeta e médico inglês (m. 1620).
- 1584 — Gaspar Barléu, historiador, poeta e teólogo neerlandês (m. 1648).
- 1637 — Jan Swammerdam, biólogo e zoólogo neerlandês (m. 1680).
- 1663 — Cotton Mather, pastor e escritor anglo-americano (m. 1728).
- 1665 — Rudolf Jakob Camerarius, botânico e médico alemão (m. 1721).
- 1706 — Johann Joseph Christian, escultor e entalhador barroco alemão (m. 1777).
- 1728 — Étienne-Louis Boullée, arquiteto francês (m. 1799).
- 1753 — François-Paul Brueys d'Aigalliers, almirante francês (m. 1798).
- 1768 — Francisco I da Áustria (m. 1835).
- 1775 — Louisa Adams, primeira-dama dos Estados Unidos (m. 1852).
- 1785 — Pierre Louis Dulong, físico e químico francês (m. 1838).
- 1788 — Carl Reichenbach, químico, naturalista e filósofo alemão (m. 1869).
- 1791 — Peter Cooper, empresário e filantropo americano (m. 1883).

### Século XIX
- 1804 — Heinrich Lenz, físico e acadêmico teuto-italiano (m. 1865).
- 1809
  - Abraham Lincoln, advogado e político norte-americano (m. 1865).
  - Charles Darwin, geólogo e teórico britânico (m. 1882).
- 1813 — Thomas William Allies, historiador britânico (m. 1903).
- 1814 — Jenny von Westphalen, crítica de teatro e ativista política alemã (m. 1881).
- 1819 — William Wetmore Story, escultor, arquiteto, poeta e editor americano (m. 1895).
- 1824 — Swami Dayananda Saraswati, monge e filósofo indiano (m. 1883).
- 1828 — George Meredith, romancista e poeta britânico (m. 1909).
- 1837 — Thomas Moran, pintor e gravador anglo-americano (m. 1926).
- 1838 — Aristides Lobo, político brasileiro (m. 1896).
- 1851
  - Eugen von Böhm-Bawerk, economista austríaco (m. 1914).
  - Randi Blehr, política, sufragista e ativista norueguesa (m. 1928).
- 1857 — Eugène Atget, fotógrafo francês (m. 1927).
- 1861 — Lou Andreas-Salomé, psicanalista e escritora russo-alemã (m. 1937).
- 1864 — Eulália de Espanha, Infanta e escritora espanhola. (m. 1958)
- 1866 — Lev Shestov, filósofo russo (m. 1938).
- 1876 — Thubten Gyatso, líder religioso tibetano (m. 1933).
- 1877
  - Luiza Andaluz, religiosa e educadora portuguesa (m. 1973).
  - Louis Renault, engenheiro e empresário francês (m. 1944).
- 1880
  - Jorge Preca, padre e santo maltês (m. 1962).
  - John L. Lewis, mineiro e sindicalista americano (m. 1969)
- 1881 — Anna Pavlova, bailarina e atriz russo-britânica (m. 1931).
- 1884
  - Max Beckmann, escultor e pintor alemão (m. 1950).
  - Alice Roosevelt Longworth, escritora norte-americana (m. 1980).
- 1885 — Julius Streicher, professor e editor alemão (m. 1946).
- 1893
  - Omar Bradley, general americano (m. 1981).
  - Francisco Rolão Preto, político português (m. 1977).
- 1900 — Pink Anderson, músico norte-americano (m. 1974).

### Século XX

#### 1901–1950
- 1903 — Jorge Basadre, historiador peruano (m. 1980).
- 1905 — Federica Montseny, escritora e líder anarquista espanhola (m. 1994).
- 1908
  - Olga Benário Prestes, militante política alemã (m. 1942).
  - Jacques Herbrand, matemático e filósofo francês (m. 1931)
- 1909
  - Sigmund Rascher, físico alemão (m. 1945).
  - Bernabé Ferreyra, futebolista argentino (m. 1972).
- 1910
  - Abedalá ibne Califa de Zanzibar (m. 1963).
  - Lee Byung-chul, empresário sul-coreano (m. 1987).
- 1911 — Cearbhall Ó Dálaigh, político e jurista irlandês (m. 1978).
- 1913 — Walter Smetak, compositor suíço (m. 1984).
- 1914
  - Hanna Neumann, matemática alemã (m. 1971).
  - Lazar Koliševski, militar e político macedônio (m. 2000).
  - Edmund Twórz, futebolista polonês (m. 1987).
- 1915 — Lorne Greene, ator canadense-americano (m. 1987).
- 1916
  - Joseph Alioto, advogado e político americano (m. 1998).
  - Helmut Gröttrup, engenheiro alemão (m. 1981).
  - Damián Iguacén Borau, bispo espanhol (m. 2020).
- 1917 — Dom DiMaggio, jogador de beisebol norte-americano (m. 2009).
- 1918 — Julian Schwinger, físico e acadêmico norte-americano (m. 1994).
- 1919 — Ferruccio Valcareggi, futebolista e treinador de futebol italiano (m. 2005).
- 1920 — Heleno de Freitas, futebolista brasileiro (m. 1959).
- 1923 — Franco Zeffirelli, diretor, produtor e político italiano (m. 2019).
- 1924 — Louis Zorich, ator norte-americano (m. 2018).
- 1925
  - Anthony George Berry, político britânico (m. 1984).
  - Joan Mitchell, pintor franco-americano (m. 1992).
- 1926
  - Charles van Doren, acadêmico americano (m. 2019).
  - Dary Reis, ator brasileiro (m. 2010).
- 1927 — H. M. Wynant, ator norte-americano.
- 1930 — Arlen Specter, tenente, advogado e político americano (m. 2012).
- 1933 — Costa-Gavras, diretor e produtor de cinema greco-francês.
- 1934 — Bill Russell, jogador e treinador de basquete americano (m. 2022).
- 1935 — Ives Gandra da Silva Martins, jurista, advogado, professor e escritor brasileiro.
- 1936
  - Luís Person, ator e diretor brasileiro (m. 1976).
  - Joe Don Baker, ator norte-americano (m. 2025).
  - Fang Lizhi, astrofísico chinês (m. 2012).
  - Paul Shenar, ator e diretor de teatro americano (m. 1989).
- 1937 — Anatole Novak, ciclista francês (m. 2012).
- 1938
  - Martinho da Vila, cantor e compositor brasileiro.
  - Judy Blume, escritora e educadora americana.
- 1939 — Ray Manzarek, cantor, compositor, tecladista e produtor norte-americano (m. 2013).
- 1940 — Ralph Bates, ator britânico (m. 1991).
- 1941
  - Dominguinhos, cantor, compositor e acordeonista brasileiro (m. 2013).
  - Edith Veiga, cantora brasileira.
- 1942
  - Ennio Candotti, físico, pesquisador e professor universitário brasileiro (m. 2023).
  - Ehud Barak, general e político israelense.
- 1943 — Manfred Schäfer, ex-futebolista teuto-australiano (m. 2023).
- 1945
  - Maud Adams, modelo e atriz sueca.
  - Mafu Kibonge, ex-futebolista congolês.
  - David D. Friedman, economista, físico e acadêmico americano.
  - Luiz Carlos Alborghetti, jornalista, político e radialista brasileiro (m. 2009).
- 1946 — Ajda Pekkan, cantora, compositora e atriz turca.
- 1948
  - Raymond Kurzweil, cientista da computação e engenheiro americano.
  - Bernd Franke, ex-futebolista alemão.
- 1949
  - Joaquín Sabina, cantor, compositor e poeta espanhol.
  - Ashraf Ghani, político, economista e antropólogo afegão.
- 1950
  - Angelo Branduardi, cantor, compositor e guitarrista italiano.
  - Steve Hackett, cantor, compositor, guitarrista e produtor musical britânico.
  - João W. Nery, psicólogo e escritor brasileiro (m. 2018).
  - Michael Ironside, ator, diretor e roteirista canadense.

#### 1951–2000
- 1952
  - Michael McDonald, cantor, compositor e tecladista americano.
  - Li Hon Ki, mestre instrutor de lutas marciais britânico.
  - Patrick Gaillard, ex-automobilista francês.
  - Simon MacCorkindale, ator, diretor e produtor britânico (m. 2010).
- 1953 — Helmut Wechselberger, ex-ciclista austríaco.
- 1954 — Phil Zimmermann, criptógrafo e programador americano.
- 1955
  - Bill Laswell, baixista e produtor musical americano.
  - Aluizio Veras, compositor, instrumentista e arranjador brasileiro.
  - Enric Miralles, arquiteto catalão (m. 2000).
- 1956
  - Arsenio Hall, ator e apresentador norte-americano.
  - Brian Robertson, guitarrista e compositor de rock britânico.
- 1957 — Martin Ziguélé, político centro-africano.
- 1958 — Krzysztof Pawlak, ex-futebolista e treinador de futebol polonês.
- 1959
  - Omar Hakim, baterista, produtor, arranjador e compositor americano.
  - Abdelmajid Lamriss, ex-futebolsta marroquino.
  - Andrew Weaver, ex-ciclista norte-americano.
- 1960 — Adriana Falcão, roteirista e diretora brasileira.
- 1961 — Michel Martelly, cantor e político haitiano.
- 1962
  - Nana Ioseliani, enxadrista georgiana.
  - Ali LeRoi, diretor, produtor de cinema e escritor norte-americano.
- 1963
  - Borislav Mihaylov, ex-futebolista e dirigente esportivo búlgaro.
  - John Michael Higgins, ator-norte-americano.
  - Rüdiger Vollborn, ex-futebolista alemão.
- 1965 — Christine Elise, atriz e produtora norte-americana.
- 1966
  - Modesto Soruco, ex-futebolista boliviano.
  - Mario Javier Saban, teólogo argentino.
  - Paul Crook, guitarrista, compositor e produtor norte-americano.
  - Lochlyn Munro, ator canadense.
  - Val Martins, cantor e compositor de música gospel brasileiro.
- 1968
  - Chynna Phillips, cantora e atriz americana.
  - Carrie Steinseifer, ex-nadadora norte-americana.
  - Christopher McCandless, viajante norte-americano (m. 1992).
  - Josh Brolin, ator-norte-americano.
- 1969
  - Darren Aronofsky, diretor, produtor e roteirista norte-americano.
  - Steve Backley, ex-lançador de dardo britânico.
  - Hong Myung-bo, ex-futebolista e treinador de futebol sul-coreano.
- 1970
  - Bryan Roy, ex-futebolista e treinador de futebol neerlandês.
  - Judd Winick, escritor e ilustrador americano.
  - Czesław Michniewicz, ex-futebolista e treinador de futebol polonês.
  - Dariusz Kosela, ex-futebolista polonês.
- 1971 — Simon Lessing, triatleta britânico.
- 1973
  - Tara Strong, cantora e dubladora canadense.
  - Marques, ex-futebolista e político brasileiro.
- 1974
  - Ximbinha, músico brasileiro.
  - Dmitri Loskov, ex-futebolista russo.
  - Toranosuke Takagi, ex-automobilista japonês.
- 1976
  - Christopher Pettiet, ator americano (m. 2000).
  - Silvia Saint, atriz e modelo tcheca.
  - Moisés Villarroel, ex-futebolista chileno.
- 1977 • Jimmy Conrad, ex-futebolista e treinador de futebol norte-americano.
- 1978
  - Paul Anderson, ator britânico.
  - Hugo Morais, ex-futebolista português.
- 1979
  - Jesse Spencer, ator e violinista australiano.
  - Gérard Gnanhouan, ex-futebolista marfinense.
  - Patricio Ormazábal, ex-futebolista chileno.
  - André Leone, ex-futebolista brasileiro.
- 1980
  - Christina Ricci, atriz e produtora norte-americana.
  - Juan Carlos Ferrero, ex-tenista espanhol.
  - Sarah Lancaster, atriz norte-americana.
  - Gucci Mane, rapper americano.
  - Shana Müller, jornalista e cantora brasileira.
  - Tucho, ex-futebolista brasileiro.
- 1981 — Lisa Hannigan, cantora irlandesa.
- 1982
  - Julius Aghahowa, ex-futebolista nigeriano.
  - Markus Feulner, ex-futebolista alemão.
  - Mahmoud Fathallah, ex-futebolista egípcio.
- 1983 — Vyacheslav Hleb, ex-futebolista bielorrusso.
- 1984
  - Peter Vanderkaay, ex-nadador americano.
  - Jacob Mulenga, ex-futebolista zambiano.
  - Alexandra Dahlström, atriz sueca.
  - Manuel Maciel, futebolista paraguaio.
  - Peter Utaka, futebolista nigeriano.
  - Tony Ferguson, lutador norte-americano de artes marciais mistas.
  - Caterine Ibargüen, atleta colombiana.
  - Brad Keselowski, automobilista norte-americano.
- 1985
  - Saskia Burmeister, atriz australiana.
  - Matheus Ferraz, ex-futebolista brasileiro.
- 1986 — Ronald Gërçaliu, futebolista austríaco-albanês.
- 1987
  - Simone Fautario, futebolista italiano.
  - Guilherme Guido, ex-nadador brasileiro.
  - Jérémy Chardy, tenista francês.
- 1988
  - DeMarco Murray, ex-jogador de futebol americano statunitense.
  - Daniela Şofronie, ex-ginasta romena.
  - Scott Durant, canoísta britânico.
  - Mike Posner, cantor, compositor e produtor musical norte-americano.
  - Afshan Azad, atriz britânica.
  - Mathieu Dossevi, ex-futebolista togolês.
  - Nicolás Otamendi, futebolista argentino.
- 1989 — Ron-Robert Zieler, futebolista alemão.
- 1990
  - Robert Griffin III, jogador de futebol americano estadunidense.
  - Soni Mustivar, futebolista haitiano.
  - Orlin Peralta, ex-futebolista hondurenho.
- 1991
  - Patrick Herrmann, ex-futebolista alemão.
  - Martine Grael, velejadora brasileira.
  - Earvin N'Gapeth, voleibolista francês.
- 1992
  - Soyou, cantora sul-coreana.
  - Magda Linette, tenista polonesa.
  - James Jeggo, futebolista australiano.
  - Stefan Ristovski, futebolista macedônio.
- 1993
  - Jennifer Stone, atriz norte-americana.
  - Rafael Alcântara, futebolista hispano-brasileiro.
- 1994
  - Arman Hall, velocista americano.
  - Valentina Bandeira, atriz brasileira.
  - Luiz Gustavo, futebolista brasileiro.
- 1995
  - Daniela Aedo, atriz mexicana.
  - Ed Jones, automobilista emiradense-britânico.
- 1996
  - Alberth Elis, futebolista hondurenho.
  - Lucas Hamilton, ciclista australiano.
  - Fabrício Bruno, futebolista brasileiro.
- 1997
  - Vasilis Angelopoulos, futebolista grego.
  - Clayton Lewis, futebolista neozelandês.
  - Nikita Nagornyy, ginasta russo.
  - Carlinhos, futebolista brasileiro.
  - Johanna Rytting Kaneryd, futebolista sueca.
- 1998
  - Ena Shibahara, tenista norte-americana.
  - Mateus Vital, futebolista brasileiro.
- 2000 — María Becerra, cantora argentina.

### Século XXI
- 2001
  - Khvicha Kvaratskhelia, futebolista georgiano.
  - João Gomes, futebolista brasileiro.
- 2002 — Mohamed Ihattaren, futebolista neerlandês.

## Mortes

### Anteriores ao século XIX
- 0821 — Bento de Aniane, monge e santo francês (n. 747).
- 0901 — Antônio II de Constantinopla, patriarca de Constantinopla (n. ?).
- 1247 — Ermesenda do Luxemburgo (n. 1185).
- 1517 — Catarina de Foix, rainha de Navarra (n. 1468).
- 1538 — Albrecht Altdorfer, pintor, gravador e arquiteto alemão (n. 1480).
- 1554
  - Joana Grey, rainha de Inglaterra (n. 1537).
  - Guilford Dudley, marido de Joana Grey (n. 1535).
- 1590 — François Hotman, advogado e escritor francês (n. 1524).
- 1598 — Lucrécia d'Este, duquesa de Urbino (n. 1535).
- 1643 — Diego de Alvarado, compositor basco (n. c. 1570).
- 1728 — Agostino Steffani, padre e compositor italiano (n. 1653).
- 1763 — Pierre de Marivaux, escritor e dramaturgo francês (n. 1688).
- 1771 — Adolfo Frederico da Suécia (n. 1710).
- 1789 — Ethan Allen, fazendeiro, general e político americano (n. 1738).
- 1799 — Lazzaro Spallanzani, biólogo e fisiologista italiano (n. 1729).

### Século XIX
- 1804 — Immanuel Kant, antropólogo, filósofo e acadêmico alemão (n. 1724).
- 1834 — Friedrich Schleiermacher, filósofo e estudioso alemão (n. 1768).
- 1837 — François Barbé-Marbois, diplomata e político francês (n. 1745).
- 1886 — Randolph Caldecott, pintor e ilustrador anglo-americano (n. 1846).
- 1894 — Hans von Bülow, pianista, compositor e maestro alemão (n. 1830).
- 1896 — Ambroise Thomas, compositor e acadêmico francês (n. 1811).

### Século XX
- 1912 — Gerhard Armauer Hansen, médico norueguês (n. 1841).
- 1915 — Émile Waldteufel, pianista, compositor e maestro francês (n. 1837).
- 1916 — Richard Dedekind, matemático, filósofo e acadêmico alemão (n. 1831).
- 1919 — Joseph Arch, político britânico (n. 1826).
- 1929 — Lillie Langtry, cantora e atriz britânica (n. 1853).
- 1935 — Auguste Escoffier, chef e escritor francês (n. 1846).
- 1939 — Søren Sørensen, químico dinamarquês (n. 1868).
- 1942 — Grant Wood, pintor e acadêmico americano (n. 1891).
- 1947 — Kurt Lewin, psicólogo alemão (n. 1890).
- 1949 — Hassan al Banna, educador egípcio (n. 1906).
- 1954 — Dziga Vertov, diretor e roteirista polonês-russo (n. 1896).
- 1958 — Douglas Hartree, matemático e físico britânico (n. 1897).
- 1960 — Oskar Anderson, matemático e acadêmico búlgaro-alemão (n. 1887).
- 1965 — Zé da Luz, poeta brasileiro (n. 1904).
- 1976 — Sal Mineo, ator norte-americano (n. 1939).
- 1977 — Herman Dooyeweerd, filósofo e estudioso neerlandês (n. 1894).
- 1979
  - Eliezer Gomes, ator brasileiro (n. 1920).
  - Jean Renoir, ator, diretor, produtor e roteirista francês (n. 1894).
- 1982
  - Victor Jory, ator canadense-americano (n. 1902).
  - Marisa Prado, atriz brasileira (n. 1930).
- 1984
  - Julio Cortázar, escritor e poeta belga-argentino (n. 1914).
  - Anna Anderson, mulher polonesa-americana (n. 1896).
- 1985 — Georges Gautschi, patinador artístico suíço (n. 1904).
- 1988 — Conde d'Aguilar, ilusionista português (n. 1909).
- 1989 — Thomas Bernhard, dramaturgo e escritor austríaco (n. 1931).
- 1994 — Donald Judd, pintor e escultor americano (n. 1928).
- 1998 — Gardner Ackley, economista e diplomata americano (n. 1915).
- 1999
  - Ben Edwards, produtor teatral e cenógrafo norte-americano (n. 1916).
  - Rubens Cubeiro Rodrigues, guitarrista brasileiro (n. 1936).
- 2000 — Charles M. Schulz, cartunista norte-americano (n. 1922).

### Século XXI
- 2002
  - John Eriksen, futebolista dinamarquês (n. 1957).
  - José Travassos, futebolista português (n. 1926).
- 2005
  - Dorothy Stang, freira e missionária americano-brasileira (n. 1931).
  - Rafael Vidal, nadador venezuelano (n. 1964).
- 2007 — Peggy Gilbert, saxofonista norte-americano (n. 1905).
- 2008 — Badri Patarkatsishvili, homem de negócios georgiano (n. 1955).
- 2009 — Giacomo Bulgarelli, futebolista italiano (n. 1940).
- 2010 — Nodar Kumaritashvili, luger georgiano (n. 1988).
- 2011
  - Peter Alexander, cantor e ator austríaco (n. 1926).
  - Betty Garrett, atriz, cantora e dançarina americana (n. 1919).
  - Kenneth Mars, ator e comediante americano (n. 1935).
- 2012
  - Zina Bethune, atriz, dançarina e coreógrafa americana (n. 1945).
  - David Kelly, ator irlandês (n. 1929).
  - John Severin, ilustrador americano (n. 1921).
- 2014 — Sid Caesar, ator e comediante americano (n. 1922).
- 2015
  - Tomie Ohtake, artista plástica nipo-brasileira (n. 1913).
  - Nik Abdul Aziz Nik Mat, clérigo e político malaio (n. 1931).
  - Steve Strange, cantor britânico (n. 1959).
- 2017
  - Al Jarreau, cantor norte-americano (n. 1940).
  - Anna Marguerite McCann, arqueóloga subaquática americana (n. 1933).
- 2019
  - Gordon Banks, futebolista britânico (n. 1937).
  - Lyndon LaRouche, ativista político americano (n. 1922).
  - Pedro Morales, lutador e comentarista porto-riquenho (n. 1942).
  - Deise Cipriano, cantora e integrante do grupo Fat Family (n. 1979).
- 2022 — Ivan Reitman, ator, diretor e produtor eslovaco-canadense (n. 1946).
- 2023 — Amazonino Mendes, político brasileiro (n. 1939).
- 2024 — Camille K, atriz brasileira (n. 1945).

## Feriados e eventos cíclicos
- Dia Mundial da Oração pelo Autista
- Dia Mundial do Casamento

### Cristianismo
- Abraão de Farshut
- Aleixo de Kiev
- Amadeu dos Amidei
- Antônio II de Constantinopla
- Bento de Aniane
- Dorothy Stang
- Eulália de Barcelona
- Juliano, o Hospitalário
- Melécio de Antioquia

## Outros calendários
- No calendário romano era o dia de véspera dos idos de fevereiro.
- No calendário litúrgico tem a letra dominical A para o dia da semana.
- No calendário gregoriano a epacta do dia é xvii.